# Taylor Outlier
Der Taylor Outlier ist ein verhältnismäßig isolierter Felsvorsprung im westantarktischen Marie-Byrd-Land. In den Thiel Mountains ragt er unmittelbar vor der Front des westlichen Endes des Bermel Escarpment in einer Entfernung von rund 2,5 km östlich des unteren Abschnitts des Counts-Eisfalls auf. 
Der United States Geological Survey kartierte ihn anhand eigener Vermessungen und Luftaufnahmen der United States Navy aus den Jahren von 1959 bis 1961. Das Advisory Committee on Antarctic Names benannte ihn im Jahr 1962 nach dem Geologen Alfred R. Taylor, der von 1959 bis 1960 im Rahmen des United States Antarctic Research Program an der Durchquerung des Viktorialands beteiligt war.